# Classe Henry J. Kaiser
La classe Henry J. Kaiser est une classe de dix-huit pétroliers ravitailleurs de l'US Navy. La construction a débuté en août 1984. Ces navires sont exploités par le Military Sealift Command, ils permettent de fournir du ravitaillement aux navires de combat de l'US Navy et aussi du carburant d'aviation pour l'aéronautique des porte-avions. Un navire, exploité par les États-Unis de 1987 à 1996, est vendu au Chili en 2009 et mis en service dans la marine chilienne en 2010 ; deux navires sont démolis en 2011 alors que leurs constructions ne sont pas achevées.

## Noms des navires
La classe porte le nom de sa première unité, qui à son tour porte le nom de l'industriel et constructeur naval américain Henry J. Kaiser (1882–1967). Les neuf premiers navires portent le nom de constructeurs navals, d'inventeurs, d'architectes navals et d'ingénieurs aéronautiques américains qui ont joué un rôle important dans l'histoire de la marine américaine. Les dixième à dix-huitième navires sont nommés d'après des rivières américaines, ce qui est une convention de dénomination plus traditionnelle pour les pétroliers de la marine américaine.

## Accident
En septembre 2024, l'USNS Big Horn déployé en Mer d'Arabie au large d’Oman subit un choc ou une explosion au niveau de sa poupe qui provoque une voie d'eau. Il est remorqué vers un port.

## Navires
| Photo                              | Bateau                  | Matricule | Statut | Années d'activité                                     | NVR Page |
| ---------------------------------- | ----------------------- | --------- | --- | ----------------------------------------------------- | -------- |
| USNS Henry J. Kaiser (T-AO-187)    | USNS Henry J. Kaiser    | T-AO-187  | En service - Mise hors service programmée en 2027 | 1986 – présent                                        | AO187    |
| USNS Joshua Humphreys (T-AO-188)   | USNS Joshua Humphreys   | T-AO-188  | En service - Mise hors service programmée en 2026 | 1987 - 1996 ; 2005-2006 ; 2010 - présent              | AO188    |
| USNS John Lenthall (T-AO-189)      | USNS John Lenthall      | T-AO-189  | En service - Mise hors service programmée en 2023 | 1987-1996 ; 1998 – présent                            | AO189    |
| USNS Andrew J. Higgins (T-AO-190)  | USNS Andrew J. Higgins  | T-AO-190  | Mis hors service en mai 1996 ; vendu à la Marine chilienne en mai 2009. Remorqué au chantier Atlantic Marine Alabama, à Mobile en septembre 2009 pour un radoub de trois mois. Mis en service dans la marine chilienne le 10 février 2010 et rebaptisé Almirante Montt. | 1987-1996 (USA); 2010–présent (Chili)                 | AO190    |
| USNS Benjamin Isherwood (T-AO-191) | USNS Benjamin Isherwood | T-AO-191  | Construction annulée à 95.3% d'achèvement, transféré à la Maritime Administration, déplacé dans la James River Reserve Fleet, démoli en 2011 | Lancé en 1988, baptisé en 1991, jamais mis en service | AO191    |
| USNS Henry Eckford (T-AO-192)      | Henry Eckford           | T-AO-192  | Construction annulée à 84% d'achèvement, transféré à la Maritime Administration, déplacé dans la James River Reserve Fleet, démoli en 2011 | Launched 1989, never in service                       | AO192    |
| USNS Walter S. Diehl (T-AO-193)    | USNS Walter S. Diehl    | T-AO-193  | Décommissionné le 1er octobre 2022 | 1988–2022                                             | AO193    |
| USNS John Ericsson (T-AO-194)      | John Ericsson           | T-AO-194  | En service - Mise hors service programmée en 2026 | 1991–présent                                          | AO194    |
| USNS Leroy Grumman (T-AO-195)      | USNS Leroy Grumman      | T-AO-195  | En service - Mise hors service programmée en 2025 | 1989–présent                                          | AO195    |
| USNS Kanawha (T-AO-196)            | USNS Kanawha            | T-AO-196  | En service | 1991–présent                                          | AO196    |
| USNS Pecos (T-AO-197)              | USNS Pecos              | T-AO-197  | Active - Proposed decommission 2026 | 1990–présent                                          | AO197    |
| USNS Big Horn (T-AO-198)           | Big Horn                | T-AO-198  | En service | 1992–présent                                          | AO198    |
| USNS Tippecanoe (T-AO-199)         | USNS Tippecanoe         | T-AO-199  | Active | 1993–présent                                          | AO199    |
| USNS Guadalupe (T-AO-200)          | USNS Guadalupe          | T-AO-200  | En service | 1992–présent                                          | AO200    |
| USNS Patuxent (T-AO-201)           | USNS Patuxent           | T-AO-201  | En service | 1995–présent                                          | AO201    |
| USNS Yukon (T-AO-202)              | USNS Yukon              | T-AO-202  | En service | 1994–present                                          | AO202    |
| USNS Laramie (T-AO-203)            | USNS Laramie            | T-AO-203  | Active | 1996–présent                                          | AO203    |
| USNS Rappahannock (T-AO-204)       | USNS Rappahannock       | T-AO-204  | En service | 1995–présent                                          | AO204    |